# 安塔斯
安塔斯，是西班牙安达卢西亚自治区阿尔梅里亚省的一个市镇。 总面积99km2, 总人口2965人（2001年），人口密度30人/km2。